# Rhadinomphax
Rhadinomphax is een geslacht van vlinders van de familie spanners (Geometridae), uit de onderfamilie Geometrinae.

## Soorten
- R. divincta (Walker, 1861)
- R. pudicata (Walker, 1866)
- R. sanguinipuncta (Felder & Rogenhofer, 1875)
- R. trimeni (Felder & Rogenhofer, 1875)